# Pallacanestro ai Giochi della XXI Olimpiade - Torneo femminile
Il torneo femminile di pallacanestro ai Giochi della XXI Olimpiade ebbe inizio il 18 luglio 1976 e si concluse il 27 luglio. L'Unione Sovietica vinse la medaglia d'oro, l'argento andò agli Stati Uniti e il bronzo alla Bulgaria.
La formula del torneo prevedeva un solo girone all'italiana, senza un'ulteriore fase a eliminazione diretta.

## Risultati
| Team                | V - P |
| ------------------- | ----- |
| 1. Unione Sovietica | 5 - 0 |
| 2. Stati Uniti      | 3 - 2 |
| 3. Bulgaria         | 3 - 2 |
| 4. Cecoslovacchia   | 2 - 3 |
| 5. Giappone         | 2 - 3 |
| 6. Canada           | 0 - 5 |

### Tabellini
1ª giornata
| Montréal 19 luglio 1976, ore 9:00 | Stati Uniti | 71 – 84 (42-49) referto | Giappone | Centre Étienne Desmarteau |

| Montréal 19 luglio 1976, ore 14:00 | Unione Sovietica | 115 – 51 (55-30) referto | Canada | Centre Étienne Desmarteau |

| Montréal 19 luglio 1976, ore 19:00 | Cecoslovacchia | 66 – 67 (36-33) referto | Bulgaria | Centre Étienne Desmarteau |

2ª giornata
| Montréal 20 luglio 1976, ore 9:00 | Giappone | 121 – 89 (56-41) referto | Canada | Centre Étienne Desmarteau |

| Montréal 20 luglio 1976, ore 14:00 | Stati Uniti | 95 – 79 (50-44) referto | Bulgaria | Centre Étienne Desmarteau |

| Montréal 20 luglio 1976, ore 19:00 | Cecoslovacchia | 75 – 88 (31-43) referto | Unione Sovietica | Centre Étienne Desmarteau |

3ª giornata
| Montréal 22 luglio 1976, ore 9:00 | Bulgaria | 68 – 91 (36-53) referto | Unione Sovietica | Centre Étienne Desmarteau |

| Montréal 22 luglio 1976, ore 14:00 | Giappone | 62 – 76 (26-32) referto | Cecoslovacchia | Centre Étienne Desmarteau |

| Montréal 22 luglio 1976, ore 19:00 | Stati Uniti | 89 – 75 (38-40) referto | Canada | Centre Étienne Desmarteau |

4ª giornata
| Montréal 23 luglio 1976, ore 9:00 | Bulgaria | 66 – 63 (33-37) referto | Giappone | Centre Étienne Desmarteau |

| Montréal 23 luglio 1976, ore 14:00 | Canada | 59 – 67 (33-37) referto | Cecoslovacchia | Centre Étienne Desmarteau |

| Montréal 23 luglio 1976, ore 19:00 | Stati Uniti | 77 – 112 (34-54) referto | Unione Sovietica | Centre Étienne Desmarteau |

5ª giornata
| Montréal 25 luglio 1976, ore 12:00 | Canada | 62 – 85 (31-37) referto | Bulgaria | Centre Étienne Desmarteau |

| Montréal 25 luglio 1976, ore 14:00 | Stati Uniti | 83 – 67 (37-37) referto | Cecoslovacchia | Centre Étienne Desmarteau |

| Montréal 26 luglio 1976, ore 20:00 | Unione Sovietica | 98 – 75 (52-34) referto | Giappone | Centre Étienne Desmarteau |

## Classifica finale
| Campione olimpico | Campione olimpico | Campione olimpico |
| --- | ----------------- | --- |
| Unione Sovietica4 Rupšienė, 5 T. Zacharova, 6 Kurv'jakova, 7 Baryševa, 8 Ovečkina, 9 Šuvaeva, 10 Semënova, 11 N. Zacharova, 12 Ferjabnikova, 13 Sucharnova, 14 Dauniene, 15 Klimova, All. Lidija Alekseeva |                   | |
| Argento | Stati Uniti       | Stati Uniti4 Brogdon, 5 Rojcewicz, 6 Meyers, 7 Harris, 8 Dunkle, 9 Lewis, 10 Lieberman, 11 Marquis, 12 Roberts, 13 O'Connor, 14 Head, 15 Simpson, All. Billie Moore                                  |
| Bronzo | Bulgaria          | Bulgaria4 Golčeva, 5 Metodieva, 6 Makaveeva, 7 Mihajlova, 8 Gjurova, 9 Bogdanova, 10 Jordanova, 11 Dilova, 12 Štărkelova, 13 M. Stojanova, 14 Skerlatova, 15 P. Stojanova, All. Ivan Gălăbov         |
| 4. | Cecoslovacchia    | Cecoslovacchia4 Králíková, 5 Ptáčková, 6 Davidová, 7 Chmelíková, 8 Babková, 9 Kolínská, 10 Polláková, 11 Nechvátalová, 12 Vrbková, 13 Jirásková, 14 Jarošová, 15 Miklošovičová, All. Jindřích Drásal |
| 5. | Giappone          | Giappone4 Wakitashiro, 5 Yamamoto, 6 Satake, 7 Namai, 8 Miyamoto, 9 Hashimoto, 10 Ōtsuka, 11 Kadoya, 12 Aonuma, 13 Hayashida, 14 Matsuoka, 15 Fukui, All. Masatoshi Ozaki                            |
| 6. | Canada            | Canada4 Douthwright, 5 Sargent, 6 Hurley, 7 Critelli, 8 Bland, 9 Dufresne, 10 Strike, 11 Sweeney, 12 Turney, 13 Hobin, 14 Johnson, 15 Barnes, All. Brian Heaney                                      |